# Kwesi Browne
Kwesi Browne (nascido em 31 de janeiro de 1994 em Arima) é um ciclista trinidadense. É sobretudo campeão Pan-Americano de velocidade por equipa em 2018 com Njisane Phillip e Nicholas Paul.

## Palmarés

### Campeonatos mundiais
- Hong Kong 2017
  - 17.º do keirin (eliminado à repescagem da primeira volta)[1]
  - 33.º da velocidade
- Pruszków 2019
  - 12.º do keirin

### Jogos pan-Americanos
- Lima 2019
  -  Medalha de ouro da velocidade por equipas (com Njisane Phillip, Keron Bramble e Nicholas Paul)[2]

### Campeonatos pan-Americanos
- Aguascalientes 2016
  -  Medalha de bronze do keirin
- Couva 2017
  -  Medalha de prata da velocidade por equipas
- Aguascalientes 2018
  -  Campeão Pan-Americano de velocidade por equipas (com Njisane Phillip e Nicholas Paul)

### Jogos da América Central e das Caríbes
- Veracruz 2014
  -  Medalha de bronze do keirin
- Barranquilla 2018
  -  Medalha de ouro da velocidade por equipas (com Njisane Phillip e Nicholas Paul)
  -  Medalha de bronze do keirin

### Campeonatos nacionais
- Campeão de Trindade e Tobago de velocidade em 2016
- Campeão de Trindade e Tobago de keirin em 2016